# 薩巴拉納群島
薩巴拉納群島是印度尼西亞南蘇拉威西省的環礁，位於弗洛勒斯海小巽他群島以北，比蘇拉威西島較近松巴哇島。群島的總面積2,694平方公里（包括大型潟湖），是世界上最大的環礁之一。行政上由庞卡杰內和群岛县管理。

## 外部連結
- 1:250,000 topographic map (northern part) （页面存档备份，存于）
- 1:250,000 topographic map (southern part) （页面存档备份，存于）

6°45′S 118°50′E / 6.750°S 118.833°E